# Pushang, Fujian
Pushang (kinesiska: 埔上) är en köping i sydöstra Kina. Den ligger i Shunchang härad i staden Nanping i provinsen Fujian, omkring 180 kilometer nordväst om provinshuvudstaden Fuzhou. Antalet invånare är 16 777. Befolkningen består av 8 160 kvinnor och 8 617 män. Barn under 15 år utgör 16,0 %, vuxna 15-64 år 72 %, och äldre över 65 år 11,0 %.